# Multisysteemtherapie
Multisysteemtherapie (MST) is een therapieprogramma om jeugdcriminaliteit tegen te gaan. Multisysteemtherapie moet criminele jongeren op het goede spoor krijgen zonder dat ze naar een inrichting gaan. Dit is een behandeling voor jonge delinquenten die gegeven wordt in de natuurlijke omgeving van de delinquent (familie, vriendengroep). Kenmerkend is dat zij zich richt op de natuurlijke omgeving van de delinquent en op meerdere problematische aspecten van de delinquente jongere, aldus het Ministerie van Justitie.
MST is ontwikkeld in de Verenigde Staten en wordt beschermd door de organisatie.
Naast het hoofd MST programma, zijn er ook adaptaties zoals MST-PSB, bij seksueel grensoverschrijdend gedrag van tieners en MST-CAN, bij kinderverwaarlozing en kindermishandeling.